# Iouriy Iekhanourov
Iouriy Ivanovytch Iekhanourov (en ukrainien : Юрій Іванович Єхануров, en russe : Юрий Иванович Ехануров), né le 23 août 1948 en Iakoutie (URSS), est un homme d'État ukrainien, qui fut notamment Premier ministre du 22 septembre 2005 au 25 mai 2006 sous la présidence de Viktor Iouchtchenko.

## Biographie

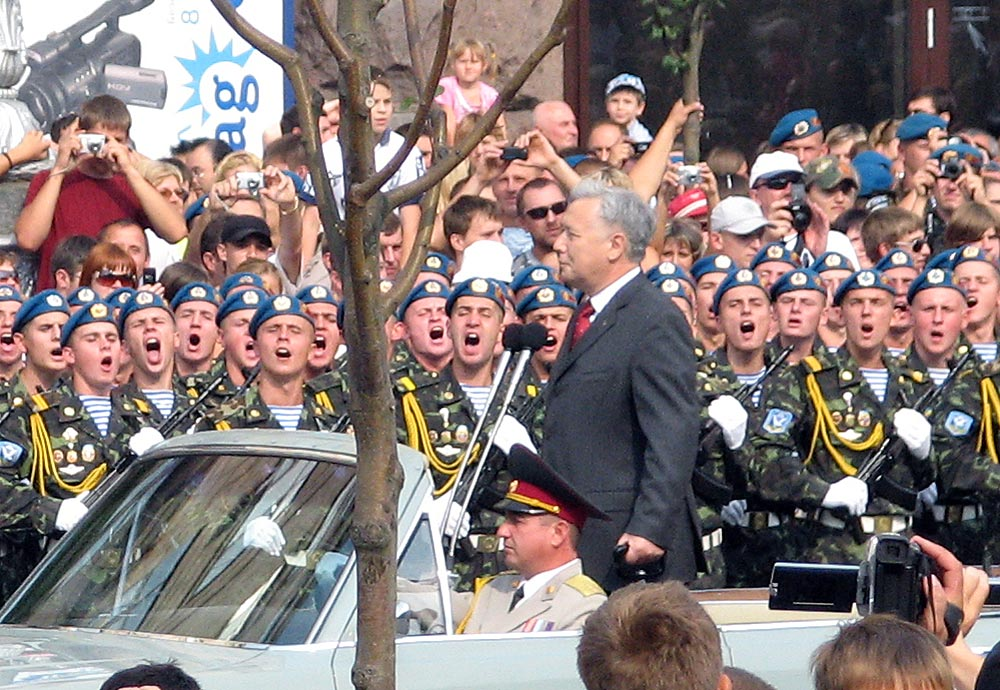
Iouriï Iekhanourov, le 24 août 2008.

Iouriï Iekhanourov est d'origine bouriate, né dans la République socialiste soviétique autonome iakoute (aujourd'hui république de Sakha, sujet de la fédération de Russie).
Gouverneur régional, il a été nommé Premier ministre par intérim le 8 septembre 2005 par le président de l'Ukraine Viktor Iouchtchenko pour remplacer Ioulia Tymochenko. Iekhanourov est investi Premier ministre par la Verkhovna Rada (le parlement ukrainien) le 22 septembre après un premier échec et de nombreuses tractations.
Le 10 janvier 2006, le Parlement vote la dissolution du gouvernement, à la suite de son accord du 4 janvier avec la Russie, de payer le gaz naturel deux fois plus cher (95 dollars américains par 1 000 m3, contre 50 auparavant).
Son gouvernement démissionne le 25 mai à la suite de la défaite du parti Notre Ukraine aux élections législatives du 26 mars mais continue d'exercer ses fonctions par intérim jusqu'à la formation du nouveau cabinet qui doit réunir la formation de la coalition orange d'ici le 7 juin.
Le 18 décembre 2007, il devient ministre de la Défense du gouvernement de Ioulia Tymochenko.